# 라리사 카도치니코바
라리사 발렌티니우나 카도치니코바(우크라이나어: Лари́са Валенти́нівна Ка́дочникова,1937년 8월 30일 ~ )는 우크라이나의 배우이다.